# GS에너지
GS에너지는 GS가 보유하고 있는 GS칼텍스 주식 전부(GS칼텍스 지분의 50%)를 물적 분할하여 2012년 1월 3일에 설립된 에너지전문사업 지주회사다.

## 계열사
- GS칼텍스
- GS파워
- 인천종합에너지
- 보령LNG터미널

## 이전 계열사
- 해양도시가스 - 글랜우드PE에 매각.
- 서라벌도시가스 - 글랜우드PE에 매각.
- GS파크24 - GS리테일에 매각

## 같이 보기
- GS그룹
- GS (기업)